# Eufrósine de Opole
Eufrósine de Opole (en polaco: Eufrozyna opolska, ucraniano: Єфросінія, Yefrosinia) (1228/30 - 4 de noviembre de 1292) fue la hija de Casimiro I de Opole y su esposa Viola, duquesa de Opole. Fue miembro de la Dinastía de los Piastas y se convirtió en duquesa de Cuyavia por su primer matrimonio y en duquesa de Pomerania por su segundo matrimonio.
- Datos: Q3060432